# Something Corporate
Something Corporate jest grupą muzyczną założoną w 1998 r. w Orange County w Kalifornii, USA. Ich muzyka skategoryzowana jest jako piano rock, dzięki  wyróżnieniu tego instrumentu w granej przez nich muzyce. Często są kojarzeni z gatunkiem pop punk ze względu na tematy swoich utworów.

## Członkowie
- Andrew McMahon – wokal, pianino
- Josh Partington – gitara prowadząca
- Kelvin Page – gitara basowa
- Brian Ireland – perkusja

### Byli członkowie
- Rebuen Hernandez – gitara rytmiczna
- William Tell – gitara rytmiczna, śpiew towarzyszący

## Dyskografia

### Albumy
- Ready... Break (2000)
- Leaving Through the Window (2002) #101 U.S.
- North (2003) #24 U.S.
- Played in Space: The Best of Something Corporate (2010)

### Minialbumy
- Audioboxer (2001)
- Songs for Silent Movies (2003, Japan only)
- Fillmore Theatre - November 5th, 2003 (2004)

### Single
Z Leaving Through the Window:
- „iF U C Jordan” (#29 Modern Rock Tracks)
- „I Woke Up in a Car”
- „Punk Rock Princess”

Z North:
- „Space” (#37 Modern Rock Tracks)

### Nie umieszczone w albumach
- The Galaxy Sessions (2001)
- „Konstantine” – released on Welcome to the Family (2001)
- „This Broken Heart”, „Unravel” (Björk cover) and „Watch the Sky” – released on non-US versions of North (2003)
- „Just like a Woman” (Bob Dylan cover) – released on Listen to Bob Dylan: A Tribute (2005)

## Wideografia
- A Year in the Life (2002)
- Live at the Ventura Theater (2004)